# Øjeblikket
Øjeblikket er en dansk film fra 1980, skrevet og instrueret af Astrid Henning-Jensen.

## Medvirkende
- Ann-Mari Max Hansen
- Søren Spanning
- Lisbeth Movin
- Helle Merete Sørensen
- Geert Vindahl
- Bjørn Ploug
- Poul Thomsen
- Hardy Rafn
- Asger Bonfils
- Aksel Erhardsen
- Else Petersen
- Lene Vasegaard
- Pia Ahnfelt-Rønne
- Margrethe Koytu
- Bodil Lindorff
- Søren Sætter-Lassen